# ياشار نوري
ياشار نوري - (بالأذرية: Yaşar Nuri) هو ممثل كوميدي أذربيجاني، ومخرج، وفنان الشعب في جمهورية أذربيجان الاشتراكية السوفيتية، حائز على جائزة الدولة لجمهورية أذربيجان.

## حياته
ولد ياشار نوري في 3 سيبتمبر 1951 بالعاصمة باكو. بدأ ياشار الأداء المسرحي في سن 11 من عمره، ويلعب درو طابديق في مسرحية «لمن هذا الزفاف» في المسرح الموسيقي الكوميدي الأذربيجاني. وخلال دراسته في المدرسة عمل في برامج الأطفال والشباب.
في عام 1968 تخرج من المدرسة الثانوية رقم 173 في باكو، ودخل إلى كلية السينما في جامعة أذربيجان الحكومية للثقافة والفنون في دورة للمعلمين المشهورين رضى طهماسيب والأليحيدار علي أكباروف. وخلال دراسته في جامعة لعب أدوار في مسرجيات «سيويل»، و«الزفاف»، و«مذنب بدون ذنب». وبعد تخرجه من الجامعة عمل كممثل مسرحي وكوميدي. وتوفي سيافوش أصلان في 22 نوفمبرا عام 2012 في باكو.

## مشواره المهني
لعب ياشار نوري دور البطولة في حوالي 50 فيلما روائيا وأكثر من 100 فيلم تلفزيوني.
من بينها:«عندما تجتمع الطرق»، «مسارات الحياة»، «المنازل بشكل غير مباشر»، «في القطار».
توحصل على وسام «شهرة» في 2011.

## روابط خارجية
- ياشار نوري على موقع IMDb (الإنجليزية)
- ياشار نوري على موقع قاعدة بيانات الفيلم (الإنجليزية)